# روث جونز (سياسية)
روث لورين جونز (بالإنجليزية: Ruth Jones)‏ (من مواليد 23 أبريل 1962) هي سياسية في حزب العمال الويلزي عملت كعضو في البرلمان (MP) عن نيوبورت ويست منذ فوزها بالمقعد في انتخابات فرعية في أبريل 2019. تلقت تعليمها في مدرسة دافرين الثانوية في نيوبورت. بعد التدريب في جامعة كارديف عملت كأخصائية علاج طبيعي في الخدمة الصحية الوطنية منذ عام 1983 وفي النهاية أدارت خدمات إعاقة تعلم الأطفال والبالغين لمجلس الصحة بجامعة أنورين بيفان.